# 中国民航出版社

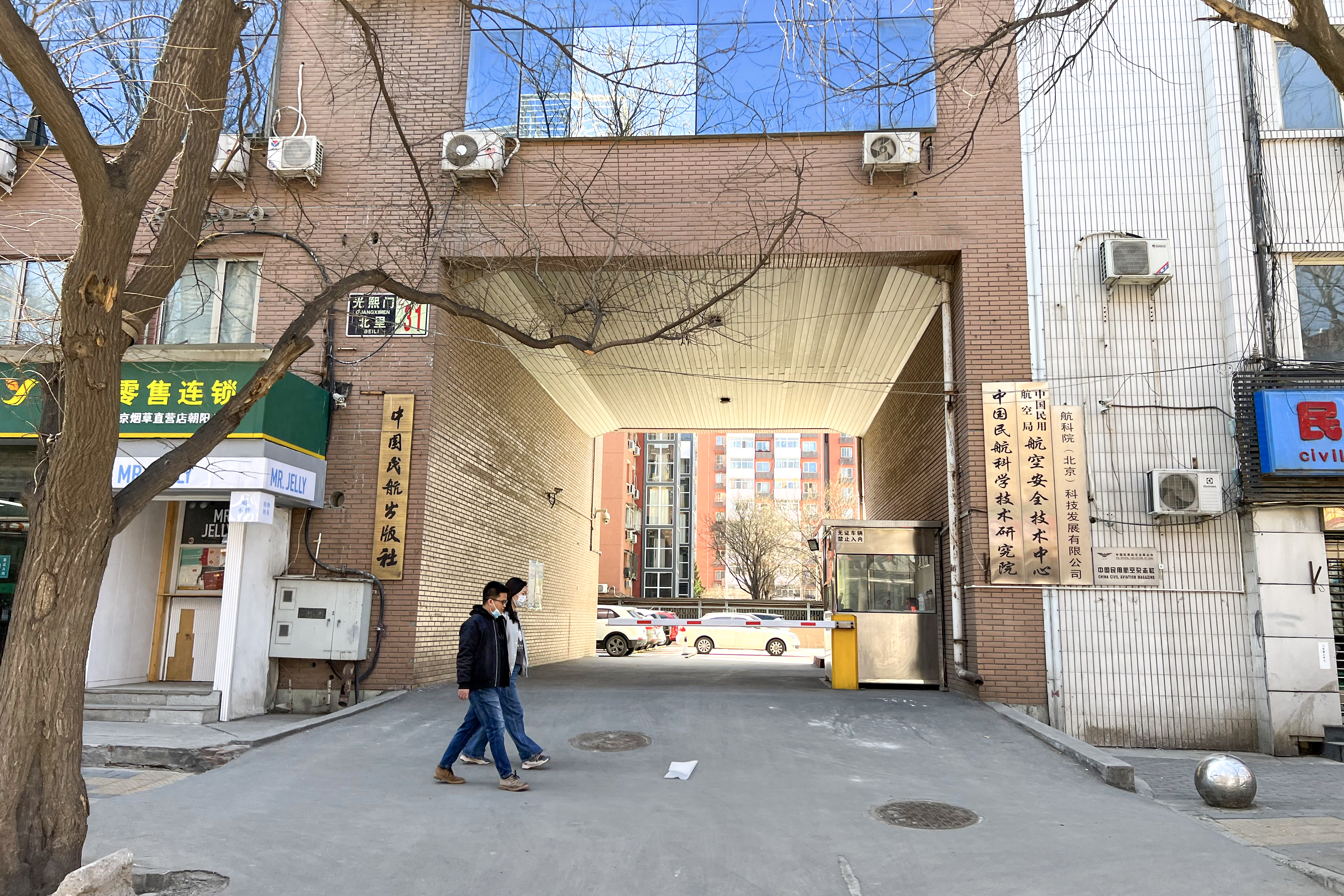
中国民航出版社

中国民航出版社是中华人民共和国的一家出版社，1993年成立，社址位于北京市朝阳区光熙门北里甲31号6层，是中国民用航空局直属事业单位、中国民用航空局直属企业单位。